# Dinamarca do Sul (região)
A Região da Dinamarca do Sul ou Dinamarca Meridional (Region Syddanmark, em dinamarquês) é uma região administrativa da Dinamarca. É composta pela ilha de Fyn e pela parte sul da península da Jutlândia. Sua maior cidade é Odense.
Tem 1 226 798 habitantes (2021).

O seu centro administrativo (hovedsæde) está na cidade de Vejle, o o seu Conselho Regional (Regionsråd) tem 41 deputados.

A região foi criada em 1 de janeiro de 2007 pela Reforma Estrutural da Dinamarca, que substituiu os antigos condados (amter) por cinco regiões. Compreende os antigos condados da Fiônia (Fyns Amt), Ribe (Ribe Amt) e Jutlândia do Sul (Sønderjyllands Amt), aos quais foram acrescentados dez municípios do antigo condado de Vejle (Vejle Amt). Os 78 municípios na área foram fundidos em apenas 22.

## Municípios
A região tem 22 comunas, das quais Odense tem a maior população.

| - Aabenraa - Assens - Billund - Esbjerg - Faaborg-Midtfyn - Fanø - Fredericia - Haderslev | - Kerteminde - Kolding - Langeland - Middelfart - Nordfyn - Nyborg - Odense | - Svendborg - Sønderborg - Tønder - Varde - Vejen - Vejle - Ærø |

## Áreas de responsabilidade
A Região Dinamarca do Sul tem como função dominante a gestão da saúde pública.                                                                                                                                  Está igualmente encarregada da gestão de várias instituições sociais regionais e da planificação geral da região, com especial relevo para os transportes coletivos.                                                                                        O seu financiamento é feito pelo estado e pelas comunas, não tendo direito a lançar impostos regionais.             